# Ptychadena
Ptychadena é um género de anfíbio anuro pertencente família Ranidae.

## Espécies
- Ptychadena aequiplicata (Werner, 1898).
- Ptychadena anchietae (Bocage, 1868).
- Ptychadena ansorgii (Boulenger, 1905).
- Ptychadena arnei Perret, 1997.
- Ptychadena bibroni (Hallowell, 1845).
- Ptychadena broadleyi Stevens, 1972.
- Ptychadena bunoderma (Boulenger, 1907).
- Ptychadena christyi (Boulenger, 1919).
- Ptychadena chrysogaster Laurent, 1954.
- Ptychadena cooperi (Parker, 1930).
- Ptychadena erlangeri (Ahl, 1924).
- Ptychadena filwoha Largen, 1997.
- Ptychadena gansi Laurent In Gans, Laurent et Pandit, 1965.
- Ptychadena grandisonae Laurent, 1954.
- Ptychadena guibei Laurent, 1954.
- Ptychadena harenna Largen, 1997.
- Ptychadena ingeri Perret, 1991.
- Ptychadena keilingi (Monard, 1937).
- Ptychadena longirostris (Peters, 1870).
- Ptychadena mahnerti Perret, 1996.
- Ptychadena mapacha Channing, 1993.
- Ptychadena mascareniensis (Duméril et Bibron, 1841).
- Ptychadena mossambica (Peters, 1854).
- Ptychadena nana Perret, 1980.
- Ptychadena neumanni (Ahl, 1924).
- Ptychadena newtoni (Bocage, 1886).
- Ptychadena obscura (Schmidt et Inger, 1959).
- Ptychadena oxyrhynchus (Smith, 1849).
- Ptychadena perplicata Laurent, 1964.
- Ptychadena perreti Guibé et Lamotte, 1958.
- Ptychadena porosissima (Steindachner, 1867).
- Ptychadena pujoli Lamotte et Ohler, 1997.
- Ptychadena pumilio (Boulenger, 1920).
- Ptychadena retropunctata (Angel, 1949).
- Ptychadena schillukorum (Werner, 1908).
- Ptychadena stenocephala (Boulenger, 1901).
- Ptychadena straeleni (Inger, 1968).
- Ptychadena submascareniensis (Guibé et Lamotte, 1953).
- Ptychadena subpunctata (Bocage, 1866).
- Ptychadena superciliaris (Günther, 1858).
- Ptychadena taenioscelis Laurent, 1954.
- Ptychadena tellinii (Peracca, 1904).
- Ptychadena tournieri (Guibé et Lamotte, 1955).
- Ptychadena trinodis (Boettger, 1881).
- Ptychadena upembae (Schmidt et Inger, 1959).
- Ptychadena uzungwensis (Loveridge, 1932).
- Ptychadena wadei Largen, 2000.